# Isophya harzi
Isophya harzi é uma espécie de insecto da família Tettigoniidae.
Pode ser encontrada nos seguintes países: Hungria e Roménia.